# Rallye Müvmedia
Le rallye müvmédia est un concours de reportages multimédias pour les jeunes adultes de 18 à 30 ans amenant les participants (sélectionnés sur critères stricts sur plusieurs centaines de candidats) à réaliser dix reportages au travers du Québec (édition 2006) et du Québec et de la France (édition 2007). Inspiré de l'émission la course autour du monde, le concept du rallye Müvmedia connaît un grand succès dans le Canada francophone. Une émission diffusée par Télé-Québec et présentée par la Québécoise Geneviève Néron et le Français Christophe Rapin, offre chaque semaine un résumé des aventures des participants. Les reportages sont aussi diffusés sur Internet via une plateforme exploitant pleinement les ressources du Web 2.0.- Émission réalisée par Pascal Brouard. un ancien de la course Destination Monde 1996-1997.

## Éditions
- Une troisième édition a eu lieu en 2008. Il s'agit de müvmédia.tv

Du 15 août au 15 novembre 2008, quatre Canadiens francophones ont arpenté l'Europe occidentale et quatre Européens (2 Belges et 2 Français) ont sillonné l'Amérique du Nord (Canada, États-Unis, Mexique). Ces huit jeunes, âgés de 18 à 30 ans, ont eu pour mission de réaliser de A à Z dix courts-métrages documentaires. Pour cette édition, leurs documentaires ont été diffusés en haute définition sur le site web, en plus d'une version standard. 
Müvmédia.tv a été relayé à la télévision dans le cadre d'un magazine d'une heure diffusé sur les ondes de TV5 et animé par Matthieu Dugal, en collaboration avec Élyse Gamache-Belisle et Isabelle Marjorie-Tremblay. Les juges étaient, pour le Québec Micheline Lanctôt, Pascale Bussières, pour la France Laurent Lucas (parrain en 2007 du Rallye Müvmédia et devenu président du jury) et Emmanuel Gras et pour la Belgique Tatiana de Perlinghi et Bram Van Paesschen. La série a été coréalisée par Pascal Brouard et Yvonne Defour.
- En 2008, les concurrents sont Maxime Belisle-Pierre, Alexis Fortier-Gauthier, Marc-Antoine Beaudette et Andréanne Germain du Canada, Sébastien Wielemans et Jean-Baptiste Dumont de Belgique ainsi que Anne Person et Geoffrey Boulangé, de France.

- En 2007, les concurrents étaient Lawrence Côté-Collins, Élyse Gamache-Bélisle, Julie Lambert, Mathieu Drouin (les quatre québécois, arpentant la France), Zoé Cohen-Solal, Thibaut Gérenton, Florian Gouthière et Idir Hocini (les quatre français, arpentant la province de Québec). Au terme des douze semaines de rallye, Lawrence Côté-Collins a remporté le grand prix alors que Zoé Cohen-Solal a reçu le prix coup de cœur du public. Pascal Brouard réalisait la série.

Le parrain du rallye müvmédia 2007 était Laurent Lucas, comédien français établi à Montréal.
- En 2006, les six concurrents québécois étaient Dominic Leclerc, Michael Berrigan, Phillip Laterreur, Annick Blanc, Guillaume Fortier et Émilie Baillargeon et le parrain était le comédien et humoriste Yves P. Pelletier.

## Palmarès
Édition 2006
- Grand vainqueur : Guillaume Fortier
- Prix Coup de cœur du public : Dominic Leclerc
- Prix Grandeur nature (pour le meilleur reportage sur un parc national au Québec) : Guillaume Fortier
- Prix Tourisme social (pour le meilleur reportage sur le tourisme social) : Philippe Laterreur
- Prix Photoroman (pour le meilleur reportage réalisé dans le style « photoroman ») : Michael Berrigan

Édition 2007
- Grand vainqueur : Lawrence Côté-Collins
- Prix Coup de cœur du public : Zoé Cohen-Solal
- Prix Thématique OFQJ : Lawrence Côté-Collins et Zoé Cohen-Solal
- Prix Maison de la France au Canada : Élyse Gamache Bélisle

Édition 2008
- Grand vainqueur : Sébastien Wielemans
- Prix Coup de cœur du public : Geoffrey Boulangé
- Prix Ofqj / Lojiq : Anne Person, Maxime Bélisle, Jean-Baptiste Dumont, Alexis Fortier-Gauthier
- Prix Coup de cœur Café-Babel : Geoffrey Boulangé
- Prix Coup de cœur Cyberpresse : Maxime Bélisle
- Prix Coup de cœur de l'INIS : Maxime Bélisle et Andréanne Germain
- Prix Hostelling International : Jean-Baptiste Dumont